# Sacrifice (album Sylver)
Sacrifice – (ang. Ofiara) piąty album belgijskiego zespołu Sylver wydany w 2009 r. Single pochodzące z tego krążka to: One World One Dream, Rise Again, I Hate You Now oraz Foreign Affair.

## Lista utworów
1. I Hate You Now 03:03
2. Sacrifice 03:24
3. Easy Way Out 04:21
4. One of Us 03:19
5. God's Mistake 03:15
6. Rise Again 03:49
7. Foreign Affair 06:25
8. Time Won't Wait 03:14
9. It Takes Two 03:34
10. Hungry Heart 03:03
11. Thank You 03:34
12. Typical Guy 04:17
13. How Could I Be So Wrong 04:54
14. Too Much Love 03:15
15. Music 05:20
16. One World One Dream 03:11